# Philippe de Buyster
Philippe de Buyster, né à Anvers en 1595 et mort à Paris le 16 mars 1688 est un sculpteur flamand naturalisé français avec son épouse en juin 1653.

## Biographie
Dès l'âge de onze ans, en 1606, il entre comme apprenti chez le sculpteur de mobilier anversois Gillis van Papenhoven. Il épouse à Bruxelles Jeanne Vandalle, puis s’installe à Paris en 1622.
Dès l'année suivante, après avoir réalisé un groupe sculpté sur l'Annonciation pour l'église des Jacobins, il est reçu à la maîtrise parisienne des peintres et sculpteurs. Il est alors chargé de travaux importants pour un grand nombre d'églises et de couvents : les Feuillants rue Saint-Honoré en 1624, Carmélites de la rue Chapon en 1631, Carmel de Pontoise en 1635, hôpital des Quinze-Vingts vers 1636, Saint-Eustache en 1637, Saint-Nicolas-des-Champs en 1647-1649, …
Le 19 mai 1632, il reçoit un brevet de peintre et sculpteur ordinaire du roi, assorti de 600 livres de gages annuels et d’un logement et d’un atelier au palais des Tuileries. 
On lui attribue la statue du tombeau de Madeleine de Crèvecœur (morte en 1634) ; puis en 1636-1639, sous la direction de Jacques Sarrazin, il sculpte pour Claude de Bullion quatorze statues au nymphée de Wideville.
Toujours avec Sarrazin, il sculpte en 1640-1642 d’importants ouvrages aux façades du Louvre dont l’architecte est Jacques Lemercier. Vers 1644-1646, il travaille au château du Raincy construit par Louis Le Vau pour le fermier général Jacques Bordier. En 1645-1649 avec Sarrazin, il collabore au décor sculpté du Château de Maisons-Laffitte construit par François Mansart pour René de Longueil. 
Le 2 septembre 1651, il est reçu à la jeune Académie royale de peinture et de sculpture, qu'il quitte finalement le 2 janvier 1655, lui préférant la maîtrise.
Il reçoit de nombreuses commandes de monuments funéraires (1645-1656), pour de grands hôtels parisiens (hôtel de La Vrillière, hôtel de Guénégaud en 1650-1651) et participe entre 1646 et 1667 au chantier du Val-de-Grâce.
Le 26 mai 1663, il est réintégré à sa demande à l'Académie, ce qui lui permet de travailler pour les Bâtiments du Roi sous Louis XIV : quatre statues pour le parterre du Grand Rondeau dans le petit parc de Versailles (1664-1666) ; décor sculpté de la façade occidentale du palais des Tuileries. 
Après une période creuse (1668-1671), il participe dans les années 1671-1680 au chantier du château de Versailles dirigé par Louis Le Vau et réalise en marbre le Poème satyrique, une des 24 statues de la « Grande Commande » de Charles Le Brun pour le jardin de Versailles (1674-1680).
De 1681 à 1688, il offre à la chapelle Notre-Dame de Lorette le décor du maître autel et son propre tombeau qu’il fait exécuter d’après ses modèles. Il meurt en mars 1688, à l’âge de quatre-vingt-treize ans.

## Œuvres
- Priant de Madeleine de Crèvecœur, (attribué à Philippe de Buyster), 1634 ?, Soissons, cathédrale
- Sculptures du jardin du château de Wideville (allégories, divinités), 1636-1637, Davron, château de Wideville
- Sainte femme, terre-cuite, 1637, collection particulière
- Sculptures du Gros Pavillon de l'aile Lemercier du Louvre, 1640-1642
- Décor sculpté du château de Maisons, 1645-1649
- Monument funéraire de Roger de Choiseul-Praslin, 1645-1652, vestiges à Troyes, musée des Beaux-Arts
- Sculpture architecturale de l'Eglise et du Couvent du Val-de-Grâce, 1646-1648, 1655-1656, et 1660-1662, in situ
- Banc d'oeuvre (disparu) et porche (in situ), Paris, église Saint-Nicolas-des-Champs, 1647-1649
- Gisant du cardinal Claude de Rueil, 1650, Angers, cathédrale
- Epitaphe de Nicolas de Bailleul, Soisy-sur-Seine, église
- Tombeau des Laubespine, 1656-1658, Bourges, cathédrale
- Tombeau de cardinal de La Rochefoucauld, 1656-1660, Ivry-sur-Seine, chapelle de l'Hôpital
- Baldaquin de l'Eglise du Val-de-Grâce, 1664-1667, in situ
- La Piété pour le décor des Tuileries, 1665-1668, collection particulière
- La Religion pour le décor du palais des Tuileries, 1665-1668, Paris, actuellement au musée du Louvre, galeries du Carrousel [2]
- Statues pour les façades du château de Versailles, 1671-1673, in situ
- Le Poème satyrique, 1674-1680, Versailles, musée national du château